# Guéorgui Mamartchev
Guéorgui Stoykov Mamartchèv (en bulgare : Георги Стойков Мамарчев), aussi connu comme capitaine Guéorgui Mamartchèv, né en 1786 à Kotel (Empire ottoman) et décédé le 16 juillet 1846 sur l'île de Samos, est un officier de l'Armée impériale russe, d'origine bulgare.